# 山口県道10号山口福栄須佐線
山口県道10号山口福栄須佐線（やまぐちけんどう10ごう やまぐちふくえすさせん）は、山口県山口市から萩市に至る県道（主要地方道）である。

## 概要
山口市から萩市佐々並までは国道262号と重複する。道の駅あさひの交差点より東側に分岐し、佐々並川沿いを北上し、阿武川ダム湖畔、萩市福栄地域を通過し、阿武町福賀地区から終点の須佐地区までは国道315号と重複する。

### 路線データ
- 起点：山口市宮野下（住吉交差点、国道9号交点・山口県道204号宮野大歳線起点）
- 終点：萩市大字須佐（須佐ホルンフェルス入口交差点[1]、国道191号交点）

## 歴史
- 1993年（平成5年）5月11日 - 建設省から、県道山口福栄須佐線が山口福栄須佐線として主要地方道に指定される[2]。

## 路線状況

### 重複区間
- 国道9号（山口市宮野下・住吉交差点 - 山口市宮野上・木戸山交差点）
- 国道262号（山口市宮野下・住吉交差点 - 萩市佐々並）
- 山口県道293号萩長門峡線（萩市川上・大藤大橋 - 萩市福井上）
- 山口県道11号萩篠生線（萩市福井上 - 萩市福井下）
- 山口県道316号高佐下阿武線（萩市紫福 - 阿武郡阿武町宇生賀）
- 島根県道・山口県道14号益田阿武線（阿武郡阿武町福田下 - 萩市弥富上）
- 国道315号（阿武郡阿武町福田下 - 萩市大字須佐、終点）

### 道の駅
- 道の駅あさひ
- 道の駅ハピネスふくえ

## 地理

### 通過する自治体
- 山口市
- 萩市
- 阿武郡阿武町
- 萩市

### 交差する道路
| 交差する道路                                                                    | 市町村名 | 市町村名 | 交差する場所     | 交差する場所                        |
| ------------------------------------------------------------------------------- | -------- | -------- | ---------------- | ----------------------------------- |
| 国道9号 重複区間起点 国道262号 重複区間起点 山口県道204号宮野大歳線             | 山口市   | 山口市   | 宮野下           | 住吉交差点 / 起点                   |
| 国道376号 山口県道201号宮野上山口停車場線                                       | 山口市   | 山口市   | 宮野上           | 仁保入口交差点                      |
| 山口県道196号宮野上佐々並線                                                     | 山口市   | 山口市   | 宮野上           |                                     |
| 国道9号 重複区間終点                                                            | 山口市   | 山口市   | 宮野上           | 木戸山交差点                        |
| 山口県道196号宮野上佐々並線                                                     | 萩市     | 萩市     | 佐々並           |                                     |
| 山口県道62号山口旭線 山口県道359号大下日南瀬線                                  | 萩市     | 萩市     | 佐々並           |                                     |
| 国道262号 重複区間終点 山口県道309号佐々並町絵美東線                            | 萩市     | 萩市     | 佐々並           |                                     |
| 山口県道359号大下日南瀬線                                                       | 萩市     | 萩市     | 佐々並           |                                     |
| 山口県道360号笹尾筏場線                                                         | 萩市     | 萩市     | 川上             |                                     |
| 山口県道67号萩川上線 山口県道293号萩長門峡線 重複区間起点                       | 萩市     | 萩市     | 川上             |                                     |
| 山口県道293号萩長門峡線 重複区間終点                                            | 萩市     | 萩市     | 福井上           |                                     |
| 山口県道328号福井上蔵目喜線                                                     | 萩市     | 萩市     | 福井上           |                                     |
| 山口県道11号萩篠生線 重複区間起点 山口県道・島根県道13号萩津和野線 重複区間起点 | 萩市     | 萩市     | 福井上           |                                     |
| 山口県道11号萩篠生線 重複区間終点 山口県道・島根県道13号萩津和野線 重複区間終点 | 萩市     | 萩市     | 福井下           |                                     |
| 山口県道315号吉部下萩線 重複区間起点                                            | 萩市     | 萩市     | 紫福（しぶき）   |                                     |
| 山口県道315号吉部下萩線 重複区間終点                                            | 萩市     | 萩市     | 紫福             |                                     |
| 山口県道316号高佐下阿武線 重複区間起点                                          | 萩市     | 萩市     | 紫福             |                                     |
| 山口県道316号高佐下阿武線 重複区間終点                                          | 阿武郡   | 阿武町   | 宇生賀（うぶか） |                                     |
| 島根県道・山口県道14号益田阿武線 重複区間起点                                   | 阿武郡   | 阿武町   | 福田下           |                                     |
| 山口県道303号福田下惣郷線                                                       | 阿武郡   | 阿武町   | 福田下           |                                     |
| 国道315号 重複区間起点                                                          | 阿武郡   | 阿武町   | 福田下           |                                     |
| 島根県道・山口県道14号益田阿武線 重複区間終点                                   | 萩市     | 萩市     | 弥富上           |                                     |
| 島根県道・山口県道124号津和野須佐線                                             | 萩市     | 萩市     | 弥富上           |                                     |
| 山口県道337号田万川須佐線                                                       | 萩市     | 萩市     | 須佐             |                                     |
| 国道191号 国道315号 重複区間終点                                                | 萩市     | 萩市     | 須佐             | 須佐ホルンフェルス入口交差点 / 終点 |